# أزرق الكوبالت
أزرق الكوبالت(ملاحظة 1) هو خضاب أزرق يصنع من عملية التصليد الحراري (تلبيد) أكسيد الكوبالت الثنائي مع الألومينا عند درجات حرارة تقارب من 1200 °س.
أنتج أزرق الكوبالت لأول مرة في عام 1802 من قبل الكيميائي الفرنسي لوي جاك تينار.